# Оксидація за Корі— Шмідтом
Оксидація за Корі— Шмідтом (рос. окисление Кори— Шмидта, англ. Corey — Schmidt oxidation) — оксидація органічних сполук за допомогою піридиній біхромату ((C5H5N)2CrO7), який одержується за реакцією
Na2Cr2O7•2H2O + HCl + C5H5N → (C5H5N)2CrO7↓
та оксидує первинні спирти до альдегідів (в CH2Cl2) або кислот (в ДМФ), алільні спирти — до α,β-ненасичених альдегідів.